# Русский музей в Иерихоне
Русский музей в Иерихоне — музей, посвящённый археологическим раскопкам на территории Иосафовского участка в Иерихоне. Первое музейное учреждение, возведенное за пределами Российской Федерации. Открытие состоялось в 2011 году. По состоянию на 2021 год, экспозиция состоит из нескольких сотен экспонатов и включает в себя предметы I—XIV вв., относящихся к Византийской и Исламской эпохам. Предметы, найденные во время археологической экспедиции на территории Иосафовского участка, постепенно наполняют экспозицию музея.

## История

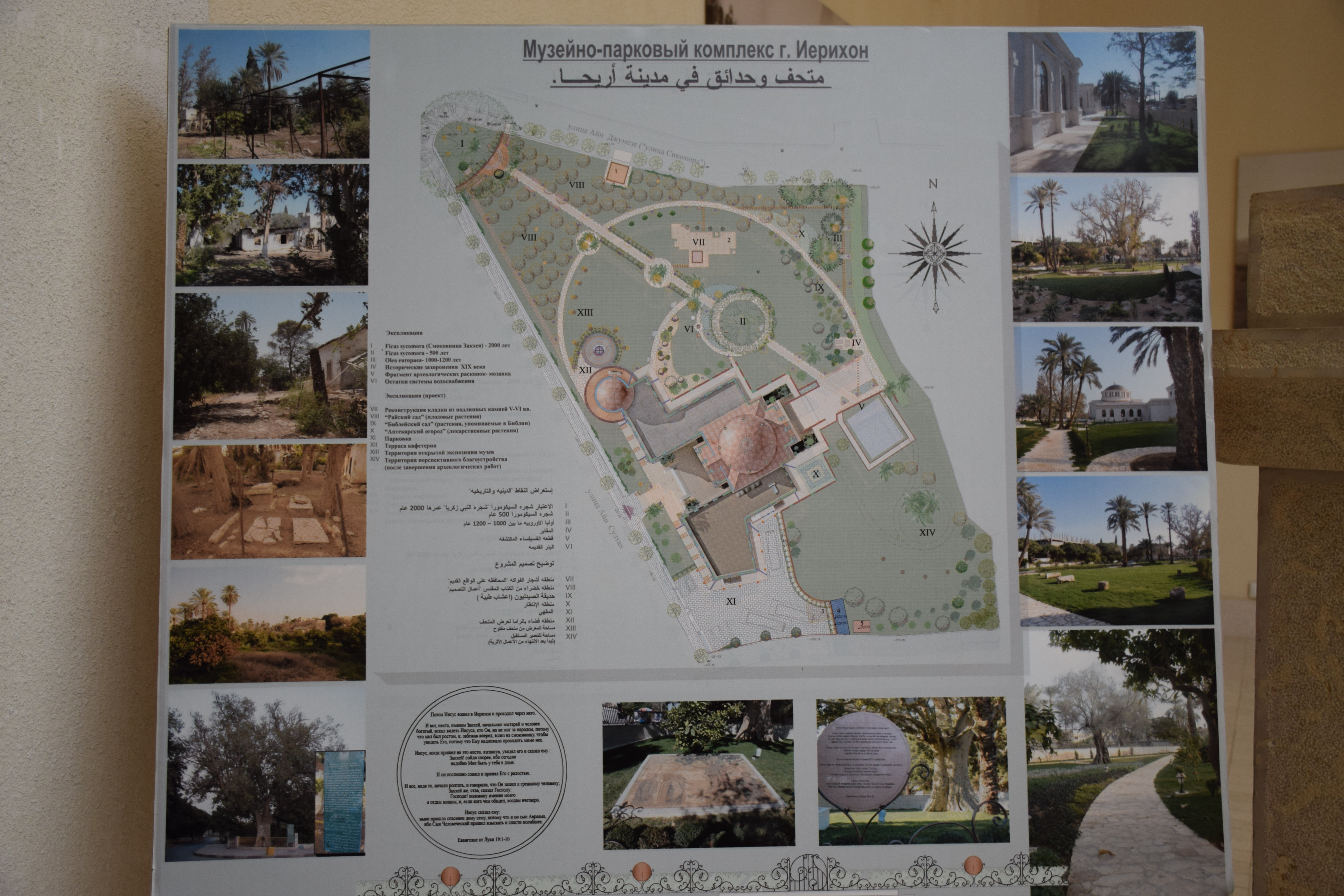
План музейно-паркового комплекса

Российский музей в Иерихоне работает с начала 2011 года. Сам же Иерихонский оазис лежит на равнине реки Иордан. С археологической точки зрения, Иерихон — это большая агломерация разновременных и разнотипных памятников, которые складывались на этой территории с эпохи мезолита .
В 2010 году город Иерихон отпраздновал свое 10-тысячелетие. Название города происходит от древнего слова «яреах», что означает «лунный». А в Библии город Иерихон упоминается, как город пальм — обилие воды и жары давало все необходимые условия для выращивания здесь этого важного продукта древнейших цивилизаций. Наличие пресноводных источников воды и дождевых потоков превратило эту местность в цветущий оазис и обеспечило раннее заселение людьми.

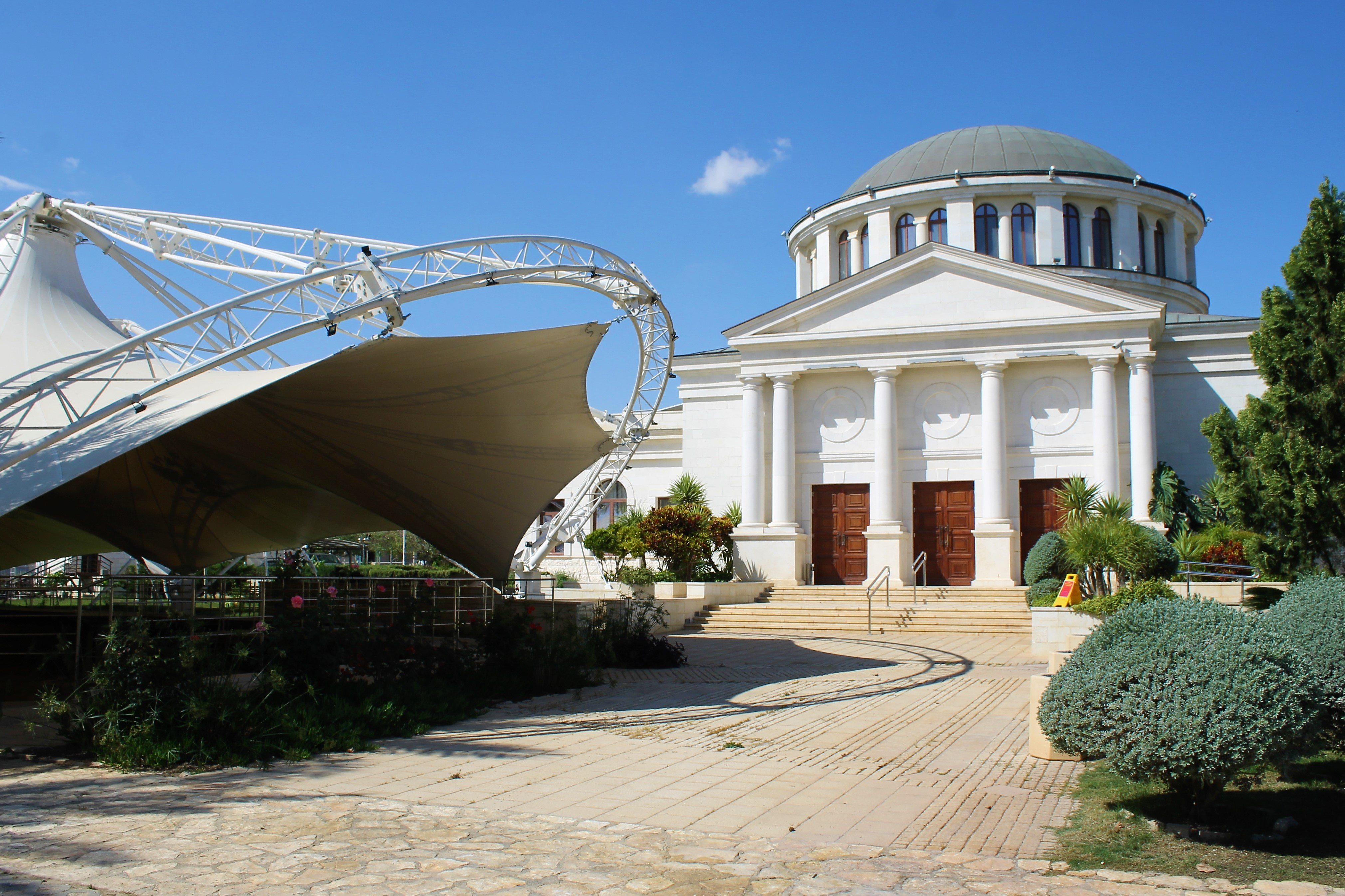
Здание музея

История двухэтажного мраморного здания, в котором сейчас находится музей, уходит корнями ещё в ΧΙΧ век. Именно тогда, в 1882 году, в Иерихон прибыл иеромонах Иосаф, намереваясь создать на Святой земле русский монастырь для паломников. Этот участок земли был приобретён на деньги, подаренные русской благотворительницей и паломницей Еленой Резниченковой.
Это место было выбрано не случайно. На участке располагалось библейское дерево — древняя смоковница Закхея. В 1884 году Иосафом были случайно обнаружены развалины древней обители. Об этом он сообщил одному из членов Совета Императорского Православного Палестинского Общества (ИППО). Впоследствии, уже в 1891 году, археологическая экспедиция определила, что эти руины принадлежат к ранневизантийскому периоду. Руководил экспедицией профессор археологии Кондаков, Никодим Павлович.
Но вскоре Иосаф покинул Палестину и отписал участок в Иерихоне вице-председателю Императорского Православного Палестинского Общества. Затем земля несколько раз переоформлялась с одного председателя на другого. Однако после смерти председателя князя С. А. Романова было затруднительно переоформить участок на ИППО или на правительство России. 9 июня 2008 года состоялась торжественная церемония передачи Иосафовского участка в собственность Российской Федерации.
Через несколько месяцев после оформления документов в Иерихон прибыла официальная делегация из России. Археологи осмотрели места раскопок и подтвердили, что археологические работы здесь являются вполне перспективным делом.
Ещё через некоторое время началось строительство музейного комплекса, а вокруг него был разбит парк. 18 января 2011 года в торжественной обстановке музейно-парковый комплекс в Иерихоне был официально открыт.

### Исследования в Иерихоне в XIX в.
Интерес мировых держав к Палестине и Ближнему Востоку во второй половине XIX столетия способствовал расцвету археологических исследований. С бурным развитием русского паломничества в XIX в., путешественники и богомольцы, направляясь к Иордану и Мёртвому морю, стали непременно посещать Иерихон .
В середине — второй половине XIX в. все активно работавшие в Палестине европейцы, прежде всего библеисты, археологи, архитекторы, были знакомы сравнительно близко и могли привлечь друг друга к сотрудничеству.
Примером подобной совместной деятельности крупнейших исследователей Палестины являются археологические разведки на Русском месте возле Храма Воскресения Христова в Иерусалиме. Но всерьёз работы развернулись лишь в 1883 году, когда их возглавил архимандрит Антонин с помощью археолога — швейцарского немца Конрада Шика. К этим археологическим проектам привлекались иностранные и российские профессиональные архитекторы и археологи. В 1882—1885 годах на участке, который был куплен иеромонахом Иосафом (Плехановым), были раскопаны мозаики и архитектурные остатки.
В 1891 г. археологические разведки на иосафовоском участке продолжила научная экспедиция ИППО под руководством Н. П. Кондакова, прошедшая по маршруту Константинополь — Афины — Бейрут — Гауран — Заиорданье — Иерусалим. Когда экспедиция отправилась в Иерусалим, её участник Смирнов, Яков Иванович 12 — 21 ноября 1891 г. провёл полевые работы на иосафовском участке. В саду греческих монахов, кроме остатков здания с классическими орнаментами, была найдена часть мозаичного пола, два бронзовых креста, а также ряд других глиняных и бронзовых вещей.

### История археологических раскопок в Иерихоне в XXI в.
Археологические, реставрационные и музейные работы в Иерихоне были возобновлены после длительного перерыва лишь в 2000-х годах по инициативе Императорского Православного Палестинского Общества. Позднее, в 2010 году, Институт археологии РАН специально создал Иерихонскую археологическую экспедицию, которая проводила раскопки, реставрацию находок и мозаик, а также подготавливала музейные экспозиции на территории Музейно-Паркового комплекса Российской Федерации в городе Иерихоне.
В июне 2010 года совместная Иерихонская экспедиция ИА РАН и МОТА ПНА под руководством Л. А. Беляева и Хамдан Таха начала работу на территории МПК. В это время строительство музея было в самом разгаре. Одной из задач было сохранение объектов археологического наследия, содержащихся в культурном слое, их консервация. При возможности проводилась их первичная реставрация и подготовка для экспонирования в музее. Помимо этого, сохранившиеся архитектурные остатки подготавливались к демонстрации под открытым небом.
Процесс раскопок в техническом отношении мало отличался от штатных работ любого полевого отряда. Состав работников на раскопе был смешанным, включавшим местных рабочих-землекопов под руководством сотрудников службы охраны культурного наследия г. Иерихона .
С развитием археологии «система трёх иерихонских городов» весьма обогатилась: в округе каждого из них были открыты могильники и аграрные поселения, а в византийский период — церкви и монастыри. Кроме того, в эпоху ислама добавились новые дворцовые и хозяйственные комплексы. Зоны развития разных эпох отстоят от современных им центров на километры, из-за чего картина выглядит ещё более мозаичной.
Хронотопографический интервал между древнейшим (эс-Султан) и последним (эль-Хассан) городами заполняет город-дворец эпохи эллинизма Телль Абу Эллийик. Зона царских дворцов эпохи Хасмонеев, зимняя столица царя Ирода I Великогго. В эллинистическое и римское время в оазисе появились новые элементы инфраструктуры — дороги и акведуки римского типа. С периодом I в. до н. э. — Ι в. н. э. связан и ряд других ключевых для археологии Палестины объектов, таких как кладбища у склона гор Иудеи, которые сохранили хорошо известные каменные оссуарии для вторичных захоронений останков и деревянные расписные гробы.
В марте и мае 2019 г. прошёл первый сезон полевых работ на средства гранта РФФИ.

### Правовая база
Работы осуществлялись в соответствии с действующим законодательством Российской Федерации «Об охране и использовании памятников истории и культуры» при учёте норм международного права в области охраны объектов культурного наследия. Правовую базу работ определяли договорные отношения и межгосударственные документы. В 2010 г. между Департаментом сохранения культурного наследия Министерства культуры и туризма ПНА и Институтом археологии РАН был составлен Договор о научном сотрудничестве сроком на пять лет (его подписал со стороны ПНА заместитель министра доктор ХамданТаха, со стороны РФ — директор ИА РАН академик Н. А. Макаров). Позже основанием для проведения работ стало Соглашение между Правительством Российской Федерации и Организацией Освобождения Палестины, представляющей интересы Палестинской национальной администрации, о правовом статусе и деятельности музейно-паркового комплекса в г. Иерихоне, заключенное 26 июня 2012 г. в присутствии ПрезидентаРФ ВладимираПутина и главы Палестинской национальной администрации Махмуда Аббаса.
Находки Российско-Палестинской археологической экспедиции, сделанные на участке МПК, в соответствии с международным правом оставаясь неотъемлемой собственностью народа Палестины, на практике хранились, консервировались, реставрировались и экспонировались в МПК, где ведется их учёт и составление коллекционной описи.

## Музейно-парковый комплекс
Музейный комплекс состоит из трех частей: музейной экспозиции, парковой зоны и мест, где проводились археологические раскопки в 1883/84, 1891 и 2010—2013, 2019 гг.

### Здание музея
Здание музея (площадью около 1000 м²) расположено на одной оси с ранее существовавшим входом. Построено в неовизантийском стиле, характерном также для русской архитектуры конца XIX — начала XX вв. Центральный зал и западное крыло увенчаны византийскими куполами. Фасады основного объёма с треугольными фронтонами и примыкающие с двух сторон крылья расчленены колоннами и полуколоннами, выполненными в стиле тосканского ордена. Стены здания облицованы бело-желтым камнем, цоколь — рустованными блоками. Купола и пятискатная кровля музейного здания покрыты листовой медью.
Является первым музейным зданием, возведенным за пределами Российской Федерации .
Внутреннее пространство Музея включает три переходящих друг в друга зала: колонный аванзал (зал I, с верхним светом) открывается в Г-образный зал с естественным освещением через окна боковых стен (зал II, основа археологической экспозиции). Его завершает малый круглый зал III, из которого ведет лестница на верхний рекреационный этаж (Малая башня).
Зал I — центральный узел здания. В плане это квадрат, увенчанный широким куполом на световом барабане, опирающемся на поставленные по кругу колонны. Пространство зала пронизывает широкий безопорный проем в зал II и двери, наружные (на улицу и в сад МПК) и внутренние, в служебные помещения.
В подсобных помещениях здания Музея организовано хранение обработанных материалов археологической коллекции, созданы условия для проведения реставрационных работ и камеральной обработки коллекции .
В здании музея проводятся выставки картин, скульптур, организованы курсы английского и русского языка. Туристы могут отдохнуть в кафе, находящимся в Малой башне.

### Парковая зона
Иосафовский участок имеет форму неправильного четырёхугольника, две стороны которого образуют улицы современного Иерихона. По всему периметру владение РФ окружено оградой. В северо-западном углу растёт необычная по своим значительным размерам смоковница (Ficuscarica), всё ещё дающий плоды и служащая объектом поклонения местных христиан и паломников (по определению Ю. Н. Карпуна, дерево смоковницы может иметь возраст около 2000 лет).
Безусловно, сердцем паркового участка служит старая сикамора, почитаемая как свидетельство евангельского рассказа о приходе в город Иисуса Христа и его встрече с мытарем Закхеем: «Потом Иисус вошёл в Иерихон и проходил через него. И вот, некто, именем Заклей, начальник мытарей и человек богатый, искал видеть Иисуса, кто Он, но не мог за народом, потому что мал был ростом, и, забежав вперёд, взлез на смоковницу, чтобы увидеть Его, потому что Ему надлежало проходить мимо неё. Иисус, когда пришёл на это место, взглянув, увидел его и сказал ему: Закхей! сойди скорее, ибо сегодня надобно Мне быть у тебя в доме. И он постепенно сошёл и принял Его с радостью. И все, видя то, начали роптать и говорили, что Он зашёл к грешному человеку. Заклей же, став, сказал Господи! половину имения моего я отдам нищим, и, если кого чем обидел, воздам вчетверо. Иисус сказал ему: нынче пришло спасение дому сему, потому что он сын Авраама, ибо Сын Человеческий пришёл взыскать и спасти погибшее» (Евангелие от Луки 19:1-10).

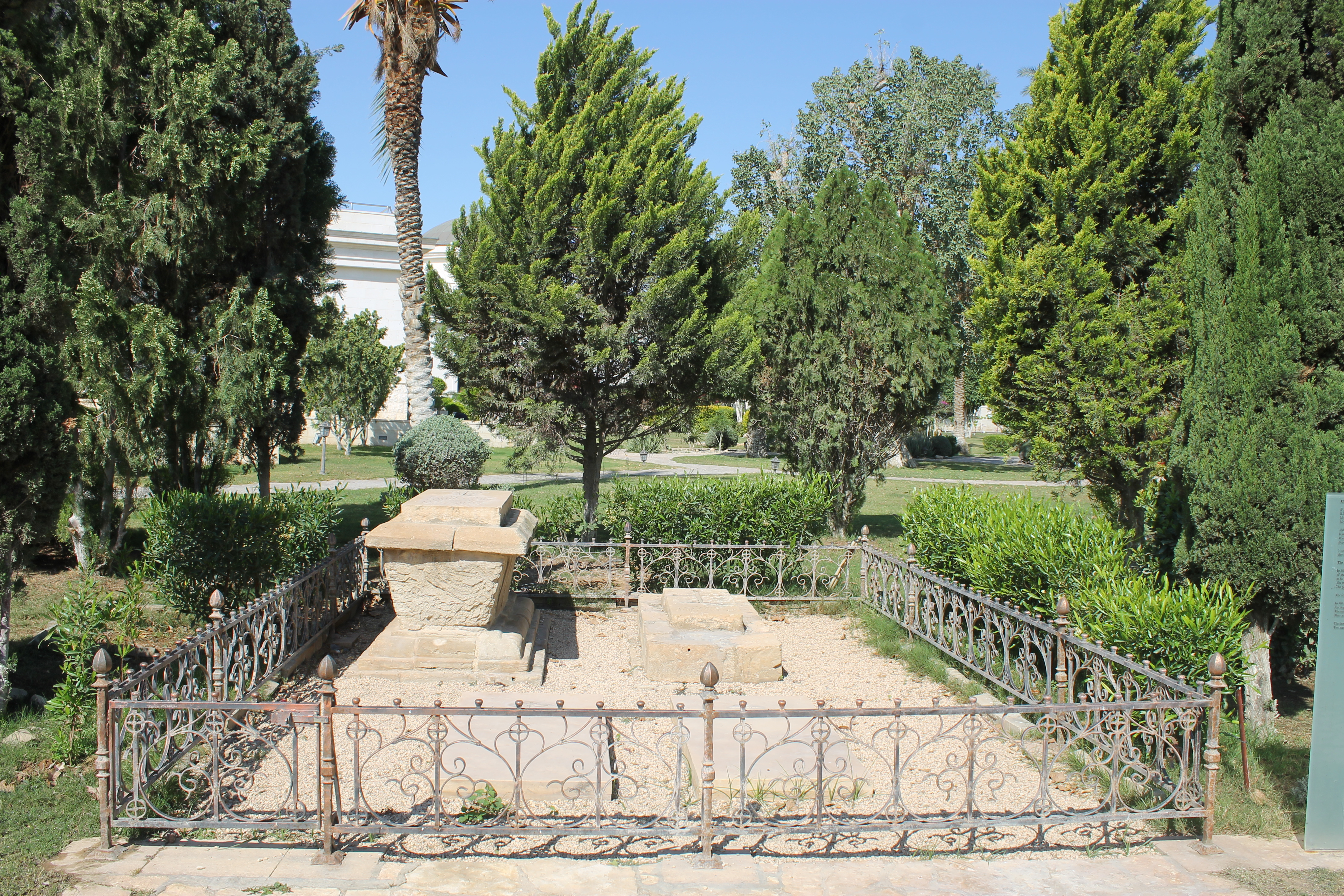
Надгробные плиты на территории музейно-паркового комплекса

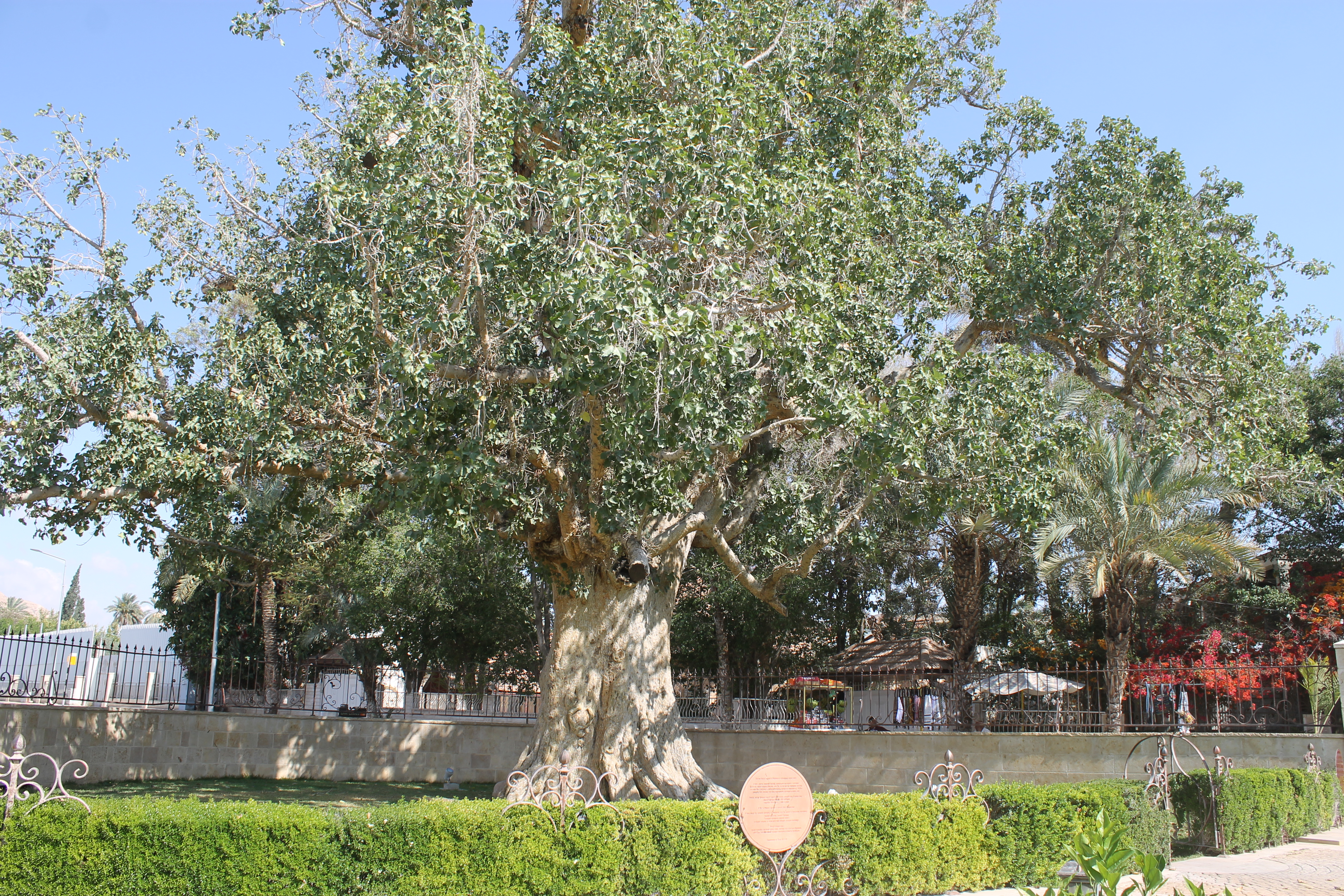
Дерево Закхея

Внутри участка имеется старая облицованная камнем цистерна (отсюда происходит ещё одно название участка — Эль Берке = Бассейн) и небольшой (состоит из 4 надгробий) православный некрополь донаторов участка, среди которых своей архитектоникой выделяется надгробие Е. И. Резниченковой (надпись: «Здесь покоится прах рабы Божией Елены Резниченковой, в схимонасех Евлампии. Сконч. 8 августа 1885 года»).
Основная часть участка представляет собой сад с десятками деревьев, типичных не только для Палестины, но и для северного и западного Средиземноморья. Здесь произрастает: маслина европейская и сосна итальянская (пиния); лимонные, апельсиновые; грейпфрутовые деревья и ещё один фикус сикомора (около 500 лет). Среди маслин (Olea europea) имеются достаточно старые экземпляры, достигающие возраста в 500 и 1000 лет .

### Археологический раскоп

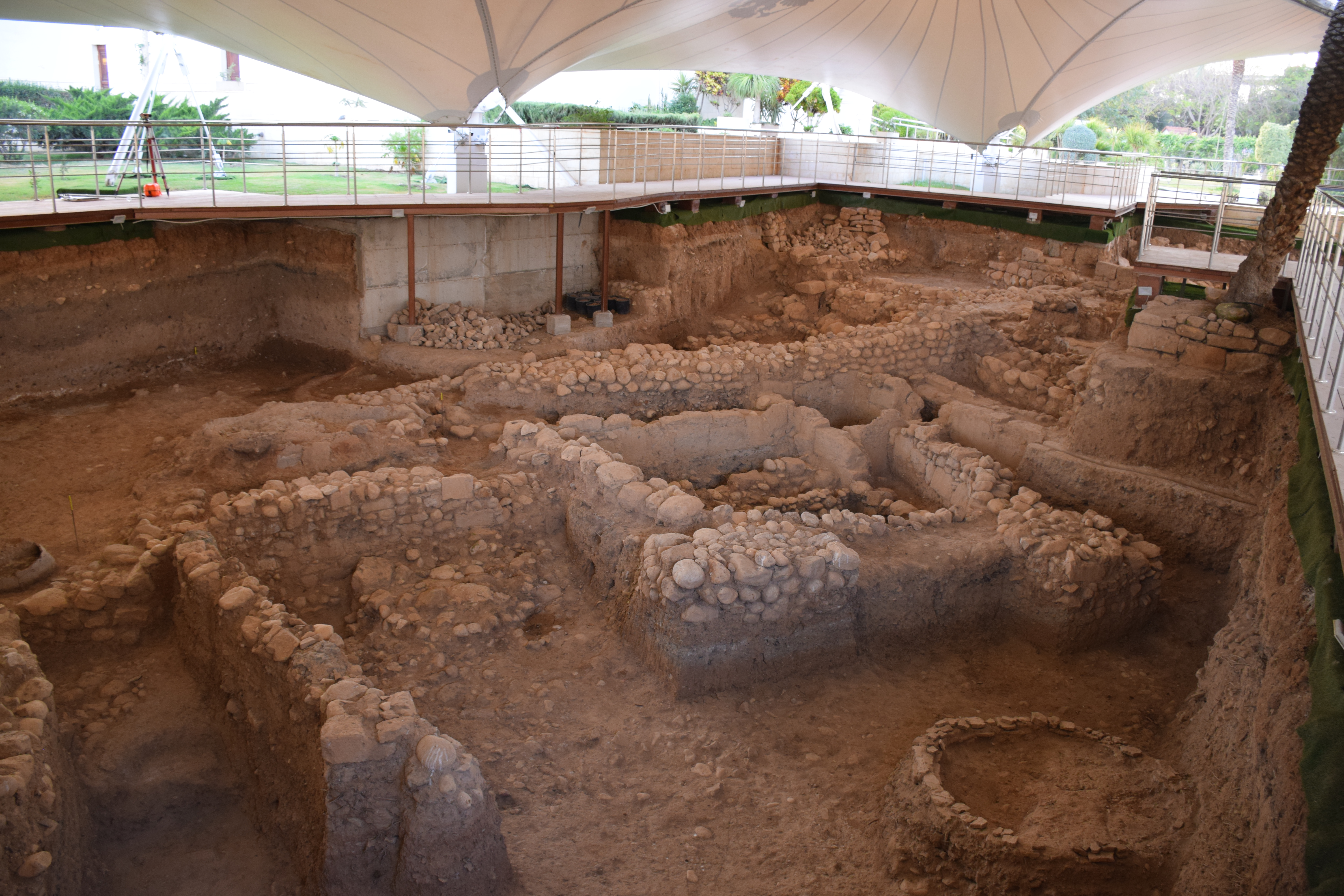
Археологический раскоп

Работы 2011—2013 гг. ставили своей целью создание экспозиции под открытым небом, официальное открытие которой состоялось 19 января 2011 года.
Сейчас на площади археологического раскопа можно увидеть свидетельства двух историко-культурных комплексов: часть крупного хозяйства монастыря (или виллы) с каменными стенами и комнатами, вымощенными цветной и черно-белой мозаикой, а также производственную зону с горнами для обжига керамики, ямами для бракованной продукции, цистернами, отстойниками, водоводами и другими предметами.
Парадная зона в верхних слоях принадлежит концу византийского (VI в.) и началу омейядского периодов (середина VII в.). Ниже мозаичных полов были выявлены более ранние сооружения из крупных сырцовых кирпичей с обмазными фасами. Следы монументального общественного здания ранней византийской эпохи, а также обнаружение монет от I до IV вв. н. э., указывают на более раннее освоение участка, вплоть до римского времени. В верхнем слое галереи византийского времени полностью изучено помещение с остатками цветной и белой мозаики: два фрагмента с орнаментом типа «циновка», или «косичка», которые можно увидеть в экспозиции музея.
В зоне мастерских работы в уровнях арабского и конца византийского периодов обнаружены 3 новых горна для обжига керамики .

## Экспозиция
Работы по созданию первой музейной экспозиции
В только что построенных помещениях МПК РФ была смонтирована временная выставка "Византийский Иерихон. Археологические открытия на участке Правительства Российской Федерации в 2010 году .
Её создание включало разработку научной концепции и художественное проектирование, сбор материалов, включая редкие фотографии из собраний российских музеев, библиотек и архивов фотосъемку процесса работ, электронные реконструкции цветной мозаики для музейного стенда и др.
Экспозиция формировалась в крайне сжатые сроки и под ранее изготовленные витрины. Тематико-экспозиционный план учел два основных направления будущего музея (условные названия: «Русская Палестина» и «Археология Иоасафовского участка»).

### Коллекция
Базовое направление «Русская Палестина» (зал I) включило, в основном, фотоматериалы, отражающие историю русского присутствия на Святой Земле, роль массовых паломничеств из России, участия ученых, деятелей культуры, Российского государства и православной церкви в освоении Палестины с XII в. до современности. Особое внимание уделено активной работе ИППО и РДМ, прежде всего в освоении Иерихона, в 1880-х-1890-х годах, при архимандрите Антонине (Капустине) .Для наполнения зала I использованы три группы предметов: крупномасштабные распечатки исторических фотографий второй половины XIX — начала XX в.; копияпортрета архимандрита Антонина (Капустина) работы академика живописи Н. А. Кошелева(1890-е гг.). Центральным объектом зала I стала часть подлинной полихромной мозаики, сопровождаемая её электронной реконструкцией.
Базовое направление «Археология Иосафовского участка» (залы II, III) включило материалы археологических исследований 2010 г (они пополнялись по мере развития работ, экспозиция была рассчитана на постоянное расширение). Начало экспозиции зала II представлено камнями на постаментах и первыми витринами. В десяти музейных витринах со стеклянными полками и подсветкой располагаются экспонаты (керамика, изделия из металла и стекла, монеты). Лупы на кронштейнах позволяют рассмотреть самые мелкие и интересные детали. В нижних частях витрин можно увидеть экспонаты из камня. Баннеры с сильно увеличенными фото позволяют подробно ознакомится с монетами. Рядом с витринами по ходу осмотра расставлены каменные архитектурные и иные детали (капители, стволы и базы колонн, карнизы, ступки, мельничные жернова).

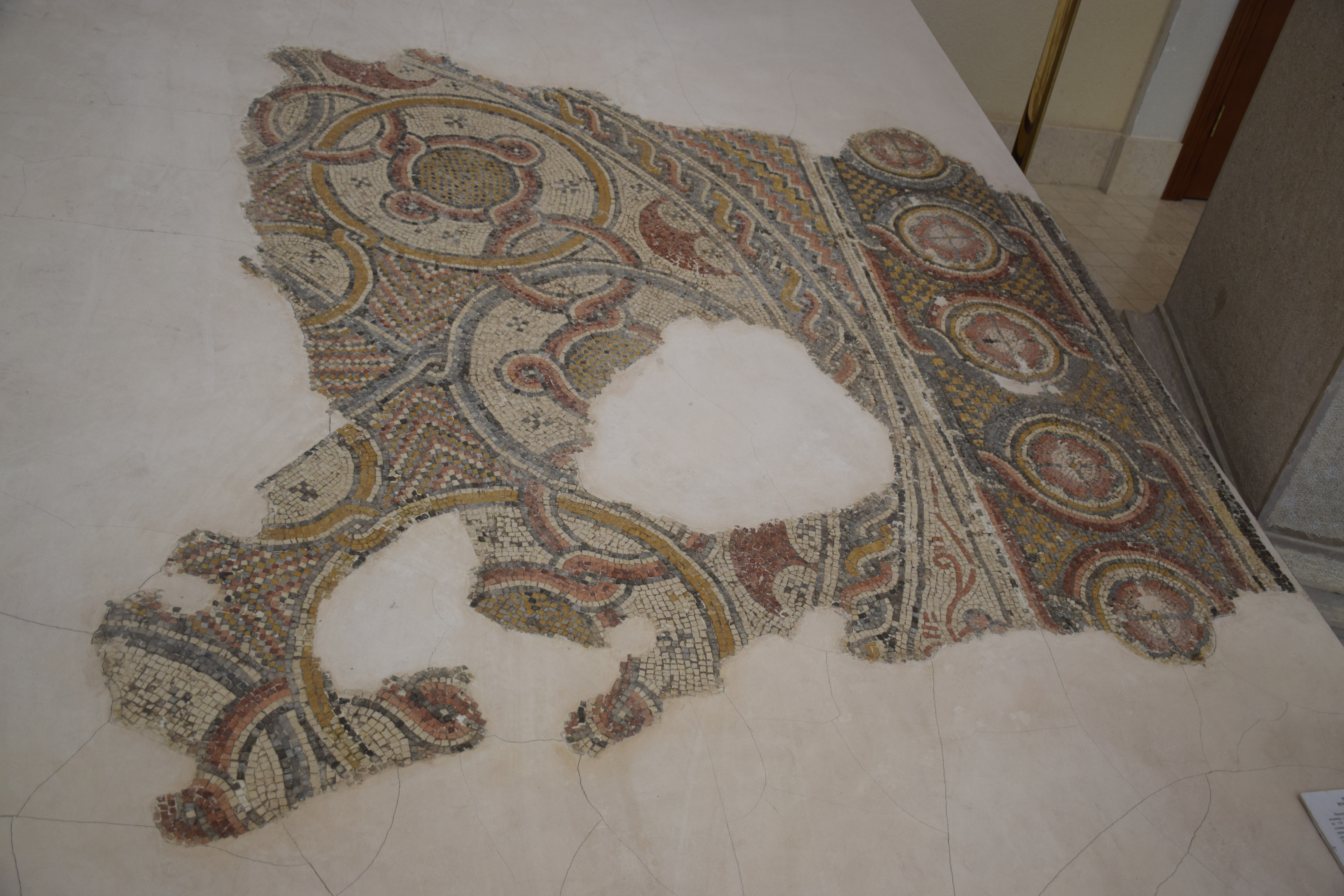
Фрагмент полихромной мозаики, вторая половина VI в. н.э
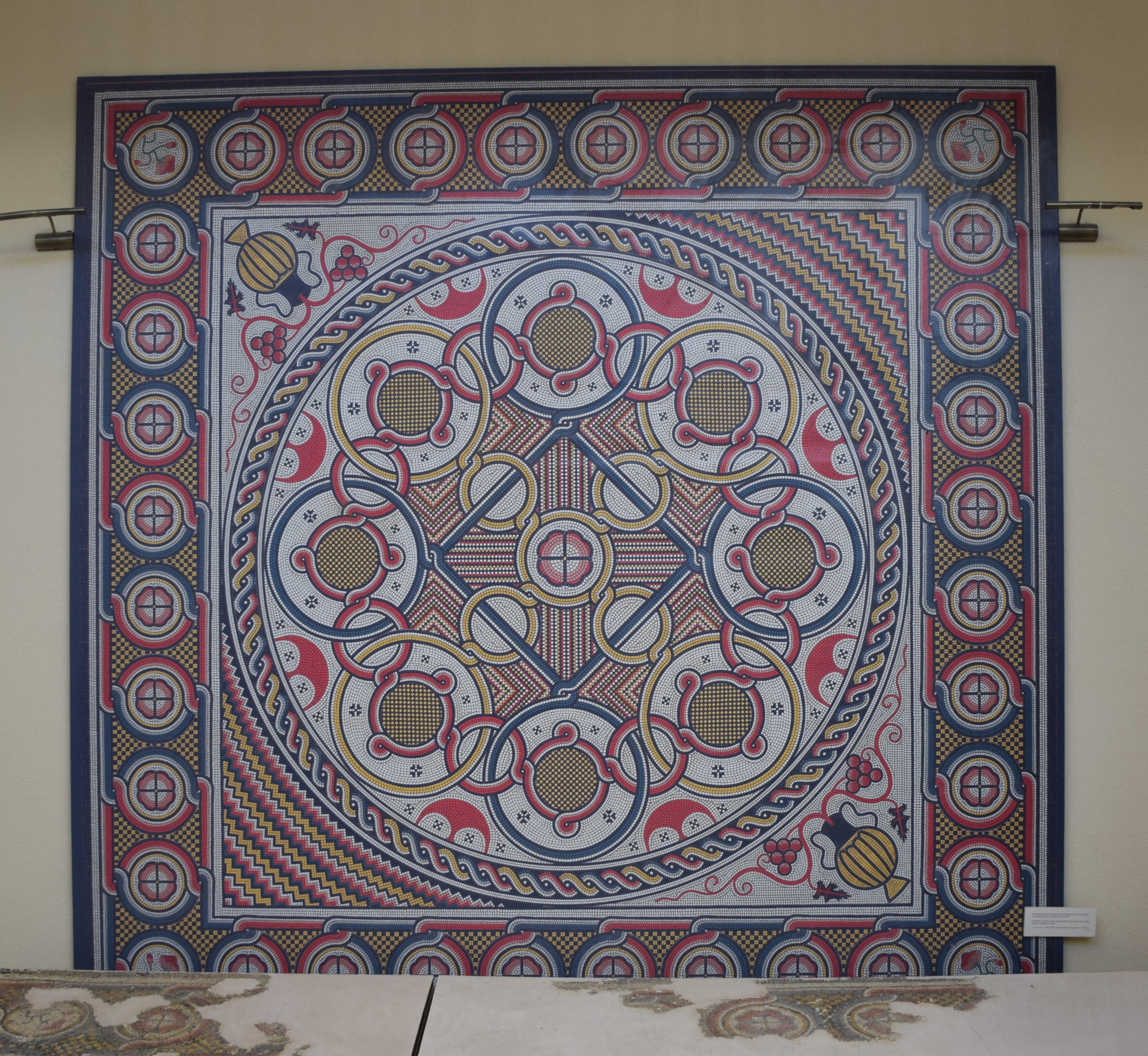
Реконструкция полихромной мозаики
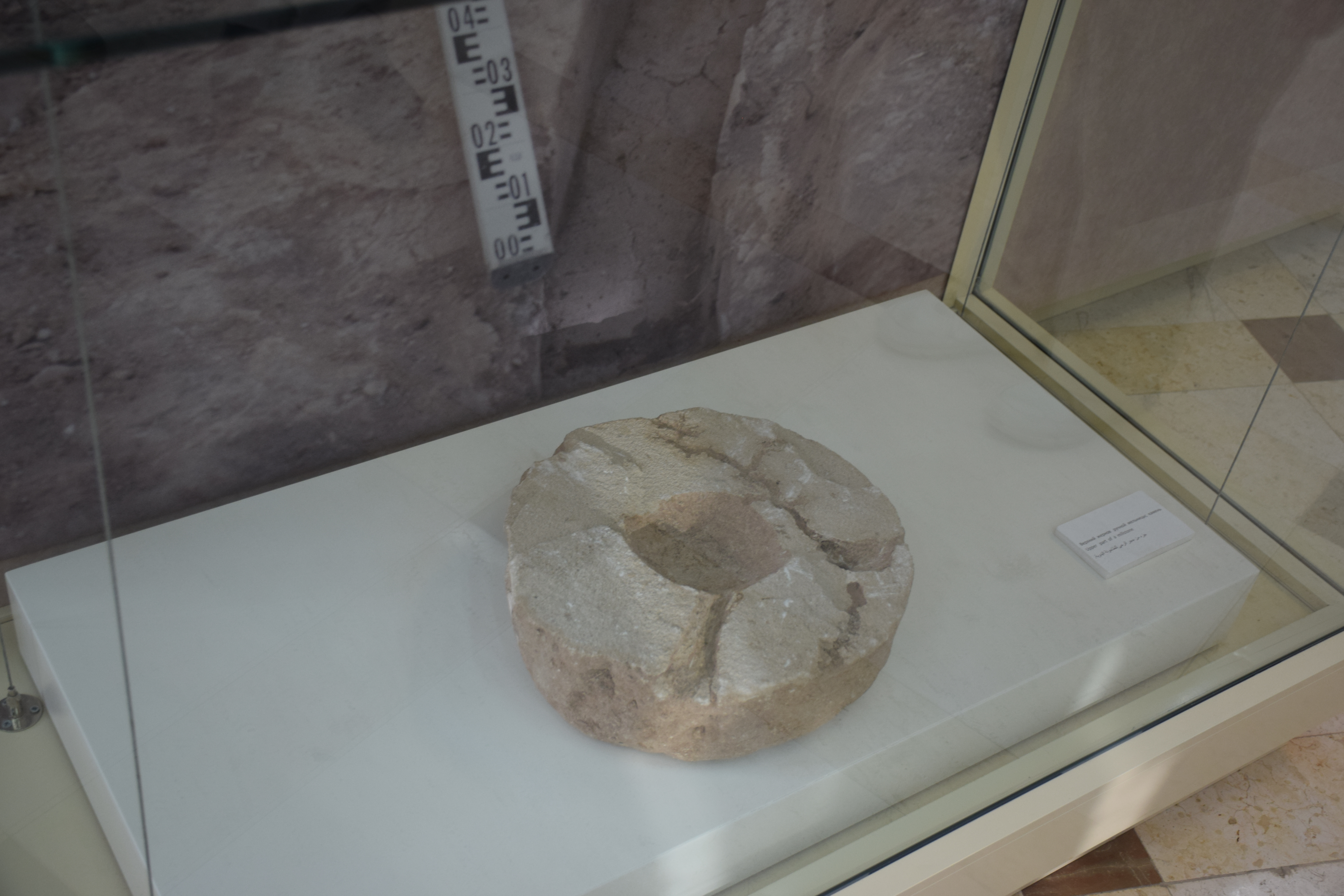
Верхний жернов ручной мельницы
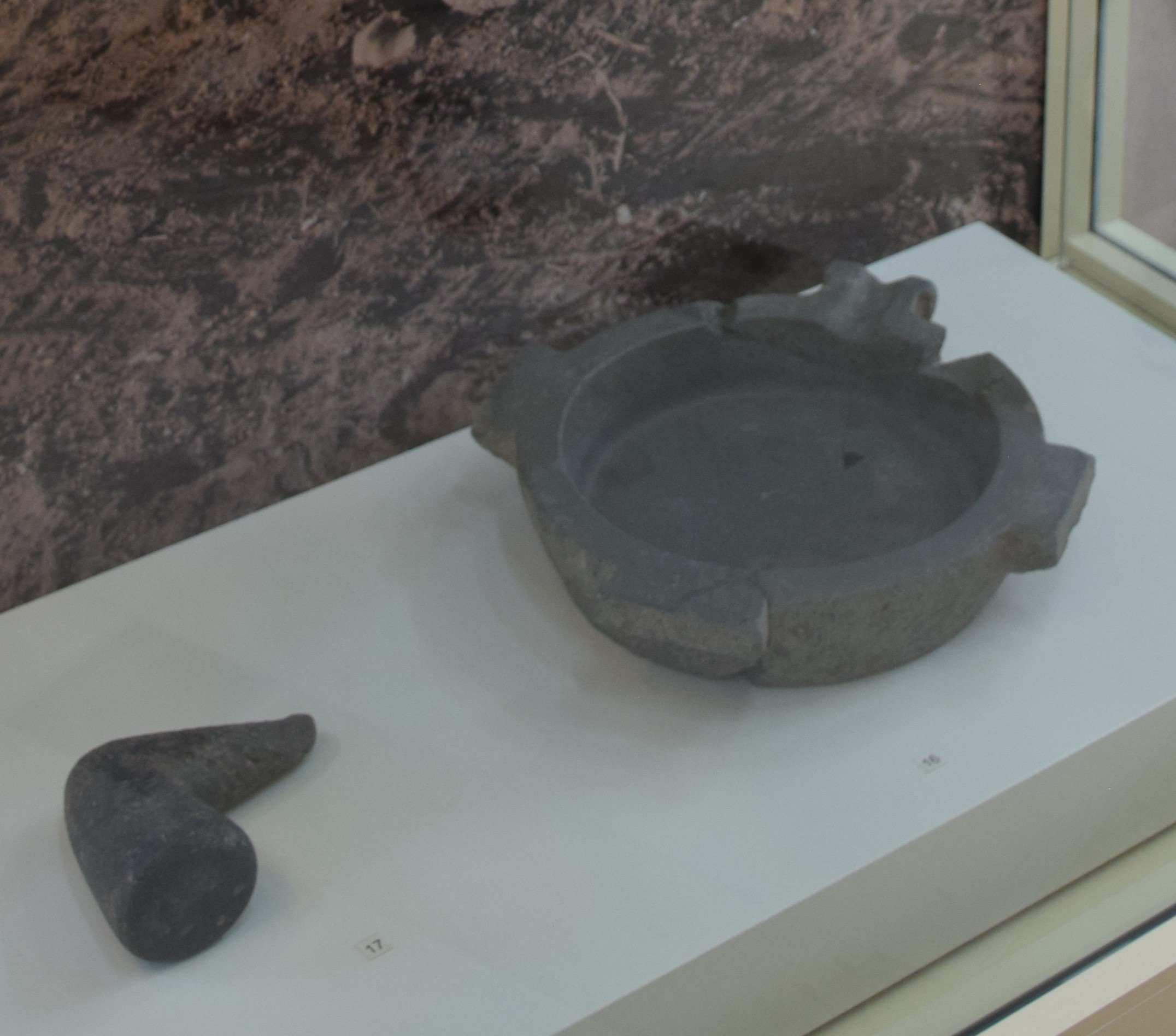
Базальтовый сосуд и пестик
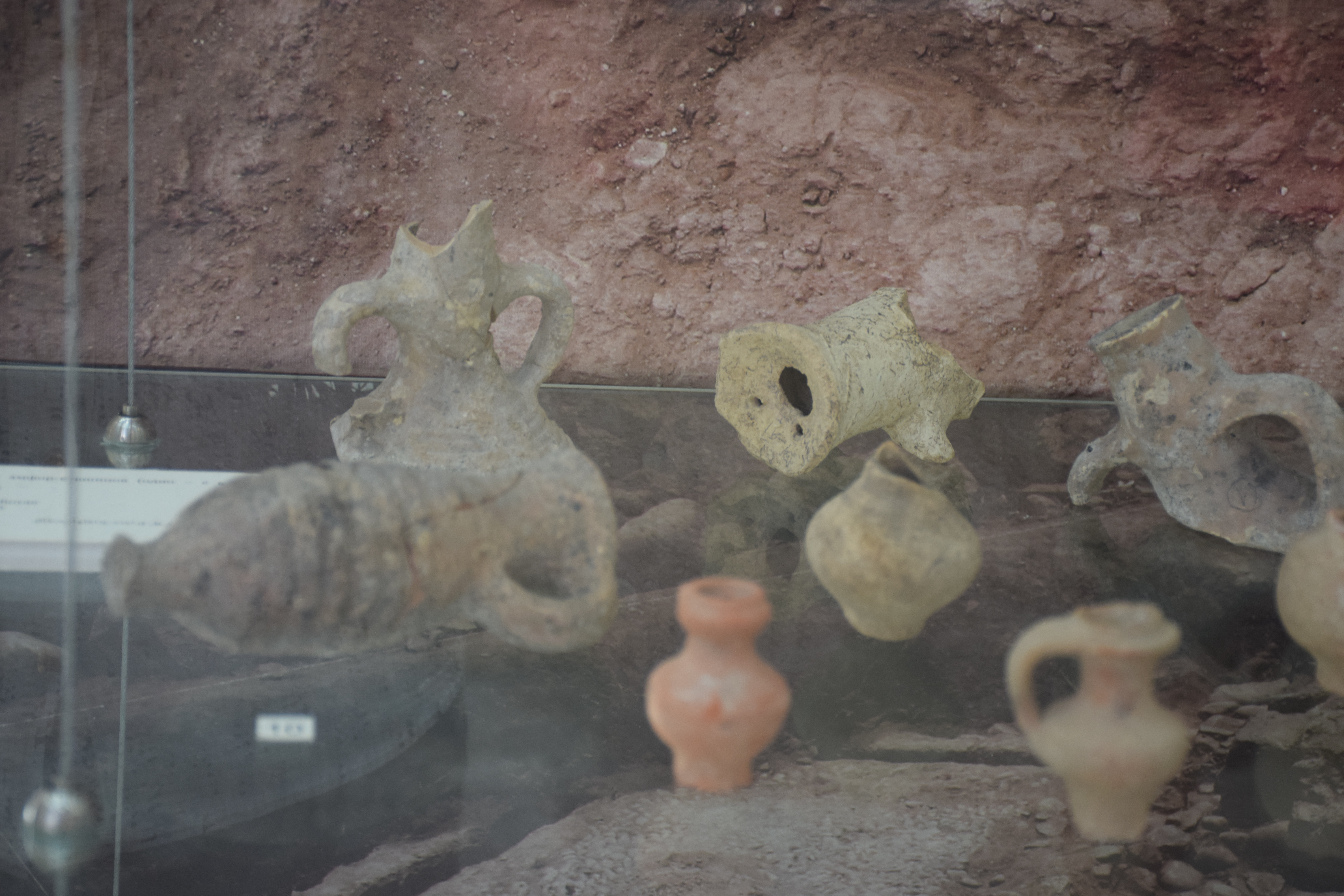
Керамические сосуды, VI-VII вв.н.э
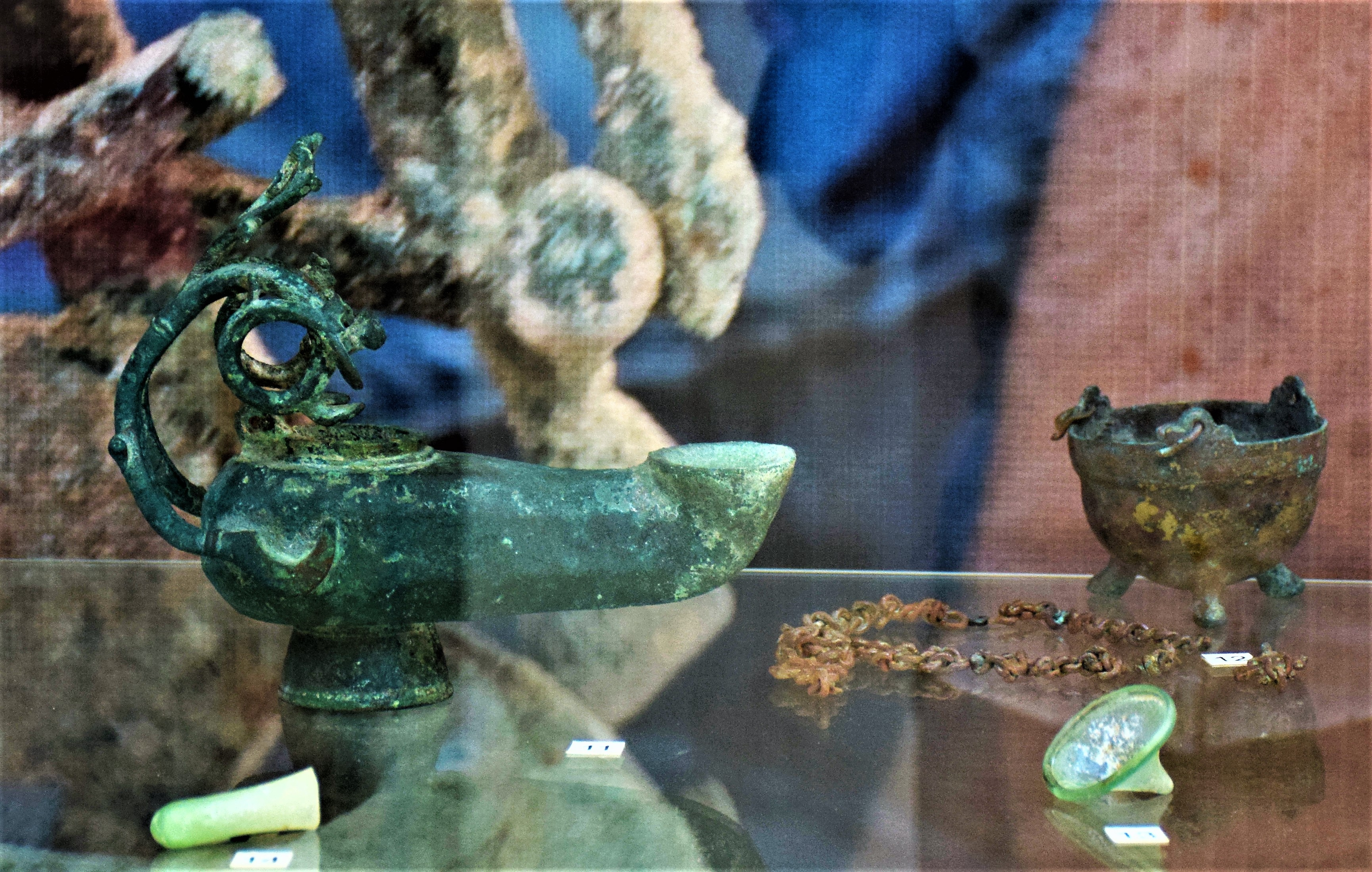
Лампа и кадило, бронза, VI-VII вв.н.э
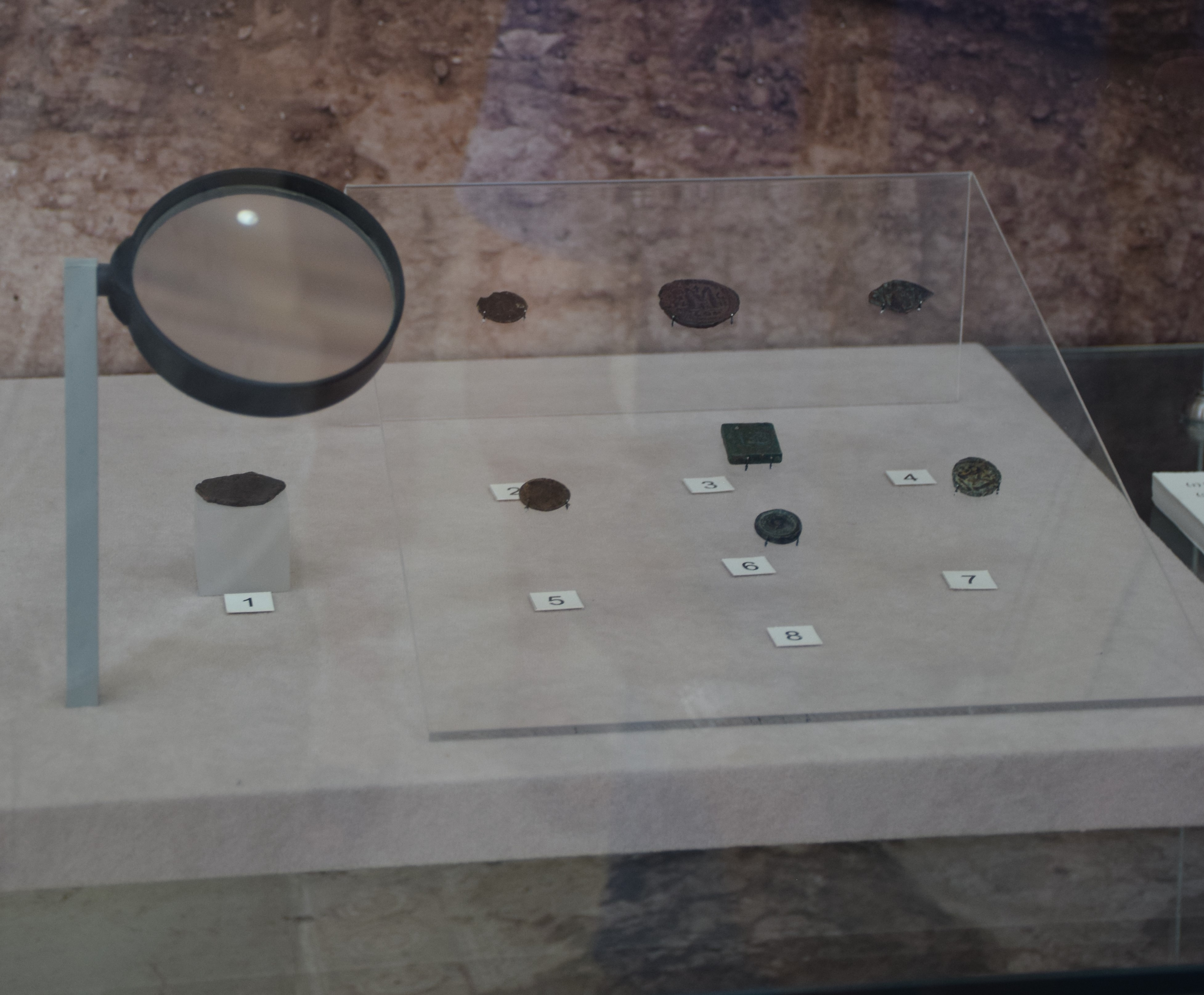
Византийские монеты-фоллисы. В центре - бронзовая гирька, VI-VII вв.н.э
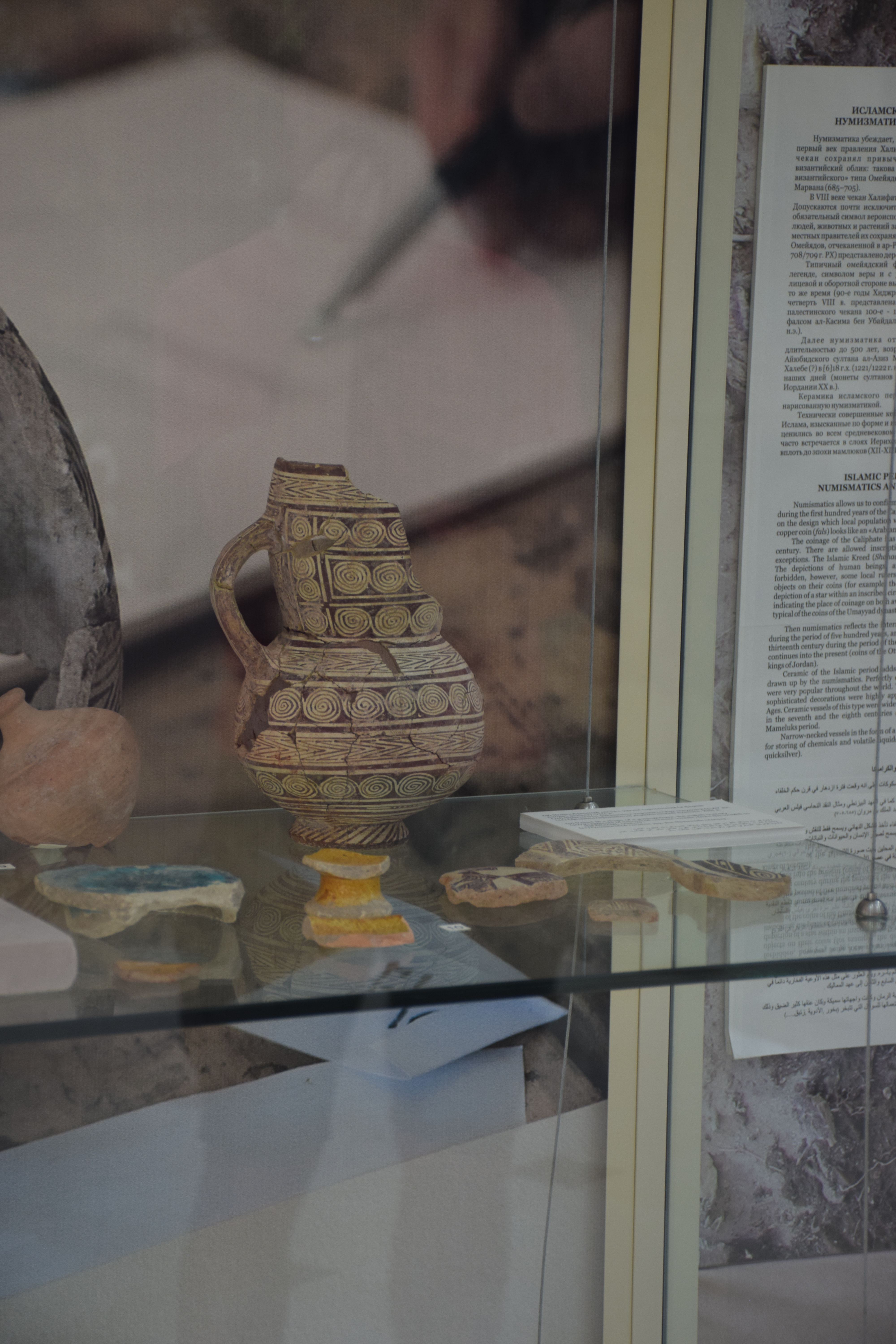
Керамические сосуды, XII-XIII вв. н.э

## Руководители
С 2010 года Л. А. Беляев и Хамдан Таха возглавляли Иерихонскую экспедицию ИА РАН и МОТА ПНА.
В организации работ принимал прямое участие директор Института археологии РАН академик Н. А. Макаров, обеспечивший поддержку экспедиции со стороны государственных органов, многократно выезжавший на место для ведения переговоров с палестинскими партнерами и непосредственного участия в руководстве раскопками.
Полевые работы выполнялись ИАЭ ИА РАН под руководством начальника экспедиции, член-корреспондента РАН Л. А. Беляева и его заместителей: Т. Ю. Шведчикова, работы на раскопе и подготовку полевой документации к публикации координировал А. Н. Ворошилов, организационную часть работ на всем их протяжении координировала С. Б. Григорян.
Кроме членов экспедиции Института археологии РАН, на разных стадиях работы в ней участвовали сотрудники Управления делами Президента РФ и ФГУП «Госзагрансобственность», работники Музейно-Паркового комплекса РФ в Иерихоне, официальные лица и специалисты из органов охраны древностей ПНА (Суфиан Эдеисс, Ияд Хамдан, Бэсем Шкер и многие другие).
Руководители музея:
- 2010—2012 Степашкин Алексей Борисович;
- 2012—2016 Журавлев Игорь Валентинович;
- 2016—2018 Степашкин Алексей Борисович

На сегодняшний день[когда?] директором Русского музея в Иерихоне является Диканский Роман Владимирович .